# Ян Сененський (архієпископ)
Ян Сененський (іноді Ян Сєнінський; пол. Jan Sienieński; бл. 1506 — до 3 листопада 1581) — польський шляхтич, військовик, урядник, державний і римо-католицький релігійний діяч Корони Польської Речі Посполитої. Представник роду Сененських гербу Дембно.

## Життєпис
Народився близько 1506 року в дідичних Гологорах. Син каштеляна кам'янецького Яна Сененського-Гологірського та його дружини Анни Бучацької, дочки подільського воєводи Давида Бучацького.
За Бартошем Папроцьким, замолоду був оборонцем країв руських, перебував у татарському полоні. Сам 1574 р. казав, що був викрадений у «очаківського диявола», провів у полоні 25 років. 1529 р. був ротмістром хоругви вершників (50 коней) оборони поточної, 1531 р. як ротмістр гусарської хоругви брав участь в покутській кампанії великого гетьмана коронного Яна Амора Тарновського, в битві під Обертином. Воював у складі частини, яка допомогла перемогти. Перебував потім у досить близьких стосунках з Я. А. Тарновським, якому 1537 р. надав значну позику (Я. А. Тарновський записав йому 2300 злотих на Старім Селі). 7 червня 1537 р. став галицьким підкоморієм; тоді також командував 100-а вершниками коругви поточної оброни. 1 лютого 1538 р. брав участь у програній битві над Серетом; потім — участь в облозі Хотина. 18 квітня 1543 р. став галицьким каштеляном.
На Пйотркувському сеймі кінця 1548 р. дистанціювався від сенаторів, які бажали скасувати шлюб короля Сигізмунда II Августа з Барбарою Радзивілл. Висловився проти познанського каштеляна Анджея Гурки, який робив випади на адресу Барбари Радзивілл. З королем розстався добре, отримав від нього під час від'їзду 16 грудня лист до Львівської ради стосовно боргу одного з міщан. Наступного року тримався осторонь політики, рідко бував на сеймах. Щоденники підтверджують його присутність в 1556/7, 1563/4, 1566, 1569 р., рідко виступав на них; можна припустити, що писарі не записували його «простацькі» промови. На Люблінському сеймі 1566 р. контактував з послом імператора Андреасом Дудичем, пропонував допомогу стосовно шлюбу Сигізмунда II Августа та Катаріни Габсбург. На сеймі 1569 р. гостро критикував послів за справу унії з Великим князівством Литовським, вимагав поступок литовцям. На його думку, для оборони поточної потрібні були тільки гроші. Діяльність в час першого безкоролів'я невідома. Приїхав на коронаційний сейм Генріха Валуа; 1 квітня 1574 р. виступив з промовою у своїй справі (вимагав винагороди власних заслуг). Після втечі короля став частіше брати участь у з'їздах шляхти Руського воєводства, 28 лютого 1575 р. став депутатом воєводського суду найвищої інстанції. На коронаційний сейм Стефана Баторія прибув до Кракова 3 чи 4 травня; 5 травня з плачем описував свої втрати через татарський напад восени 1575 р. 10 травня за ним постав братанок — жарнувський каштелян Ян Сененський з Поморян. Під час сейму король дав Я. Сененському номінацію на Львівське архієпископство.
Папську «провізію» отримав 10 грудня 1576 р., перед консекрацією відбув «інгрес» 1577 р. до Львівської капітули РКЦ. Був запрошений примасом Якубом Уханським на провінціальний синод до Пйотркува 19 травня, виправдовував свою відсутність поганим здоров'ям. У лютому 1578 р. був у Варшаві для своєї консекрації, а паллій мали йому вручити єпископи перемишльський Войцех Старозьребський і холмський Адам Пільховський. У травні 1578 брав участь у засіданні ради сенату у Львові. З самого початку мав неприязні стосунки з Львівською капітулою, яка не хотіла визнавати його прав, перешкоджала користуватись столовими дібрами (маєтностями), тому Я. Сененський до мінімуму звів свої обов'язки (здоров'я погіршувалося). Не знав латинської мови.
Найбільше запам'ятався кпинами та жартами. Бартоломей Зиморович описав його керування як комедію зі сміхом. Фактичним керівником архидієцезії був вікарій та генеральний офіціал Вацлав Вигановський.
Багато хто нетерпляче очікував його смерті, яку анонсували наприкінці жовтня 1581 року. Помер перед 3 листопада 1581 р.. Був похований у Львівській катедрі, в якій встановили надгробок Я. Сененського з його лежачою постаттю (нині втрачений).

### Сім'я
Був одружений (про дружини невідомо). Діти:
- Миколай, Станіслав — померли рано
- Анджей (?—1603) — львівський підкоморій з 1596 p.
- схоже, мав доньку[6][7].

### Маєтності
Був дідичем міста Гологорів та 15-и навколишніх сіл, 1536 р. отримав привілей на два ярмарки та щотижневі торги. На Поділлі посідав села Парханівці, Тершівці, Головчинці, частини сіл Голоскова, Масівців, Пирогівців. 1569 р. мав намір заснувати місто «Letare» на магдебурзькому праві (отримав привілей на Люблінському сеймі), але не вийшло. За короля Сигізмунда І Старого отримав викупом королівщини, зокрема, Баранів, Красилів, Кінчаки (1535 р., Галицький повіт), Конюхи (1543 р., Львівський повіт); державив місто Кам'янки в Теребовельському повіті, на якому король 1567 p. визнав доживоття сину Анджеєві. Риторичним є його твердження 1574 року: те, що Сигізмунд I дав, Сигізмунд Август забрав.